# Віла-Шан (Ешпозенде)
Віла-Шан (порт. Vila Chã; МФА: [ˈvi.ɫɐ ˈʃɐ̃]) — парафія в Португалії, у муніципалітеті Ешпозенде. Розташована в північно-західній частині країни, на теренах історичної португальської провінції Дору-Міню. Входить до складу округу Брага. За адміністративним поділом, чинним до 1976 року, терени парафії були складовою провінції Міню. Належить до Бразької архідіоцезії Католицької церкви. Патрон — Іван Хреститель. Площа — 8,5020 км². Населення — 1419 ос. (2011). Слабо урбанізований регіон. Густота населення — 166,9 осіб/км²
. Код — 030615.

## Населення
| Кількість мешканців | Кількість мешканців | Кількість мешканців | Кількість мешканців | Кількість мешканців | Кількість мешканців | Кількість мешканців | Кількість мешканців | Кількість мешканців | Кількість мешканців | Кількість мешканців | Кількість мешканців | Кількість мешканців | Кількість мешканців | Кількість мешканців |
| ------------------- | ------------------- | ------------------- | ------------------- | ------------------- | ------------------- | ------------------- | ------------------- | ------------------- | ------------------- | ------------------- | ------------------- | ------------------- | ------------------- | ------------------- |
| 1864                | 1878                | 1890                | 1900                | 1911                | 1920                | 1930                | 1940                | 1950                | 1960                | 1970                | 1981                | 1991                | 2001                | 2011                |
| 629                 | 687                 | 703                 | 726                 | 704                 | 729                 | 860                 | 872                 | 1 045               | 1 074               | 1 222               | 1 650               | 1 291               | 1 410               | 1 419               |